# Ritratto del vescovo Tommaso Negri
Il Ritratto del vescovo Tommaso Negri è un dipinto a olio su tavola (54x42 cm) di Lorenzo Lotto, datato 1527 e conservato nel convento francescano di Spalato in Croazia. È firmato "Laurentius Lotus / 1527".

## Storia
Lorenzo Lotto, pittore veneziano dopo l'importante e lungo periodo bergamasco (1513-1525/26), nell'inverno del 1525 fece ritorno alla sua città d'origine dove, da tempo, Tiziano era considerato il miglior pittore. Remore del successo ottenuto nella città orobica, Lotto, malgrado questo, era sicuro che il suo valore artistico sarebbe stato compreso e valorizzato con importanti committenze. Trovò accoglienza presso il convento dei frati domenicani di San Giovanni e Paolo. Qui eseguì oltre al ritratto del tesoriere Marcantonio Luciani, e quello di un giovane uomo conservato a Berlino, anche quello del vescovo di Scardona e di Traù Tommaso Negri o De Negris. Il vescovo si era probabilmetne già dimesso quando Lotto ne fece il ritratto, ma era stato particolarmente onorato da Venezia per la sua diplomazia nella lotta contro i turchi, e probabilmente per questo dipinto dall'artista.

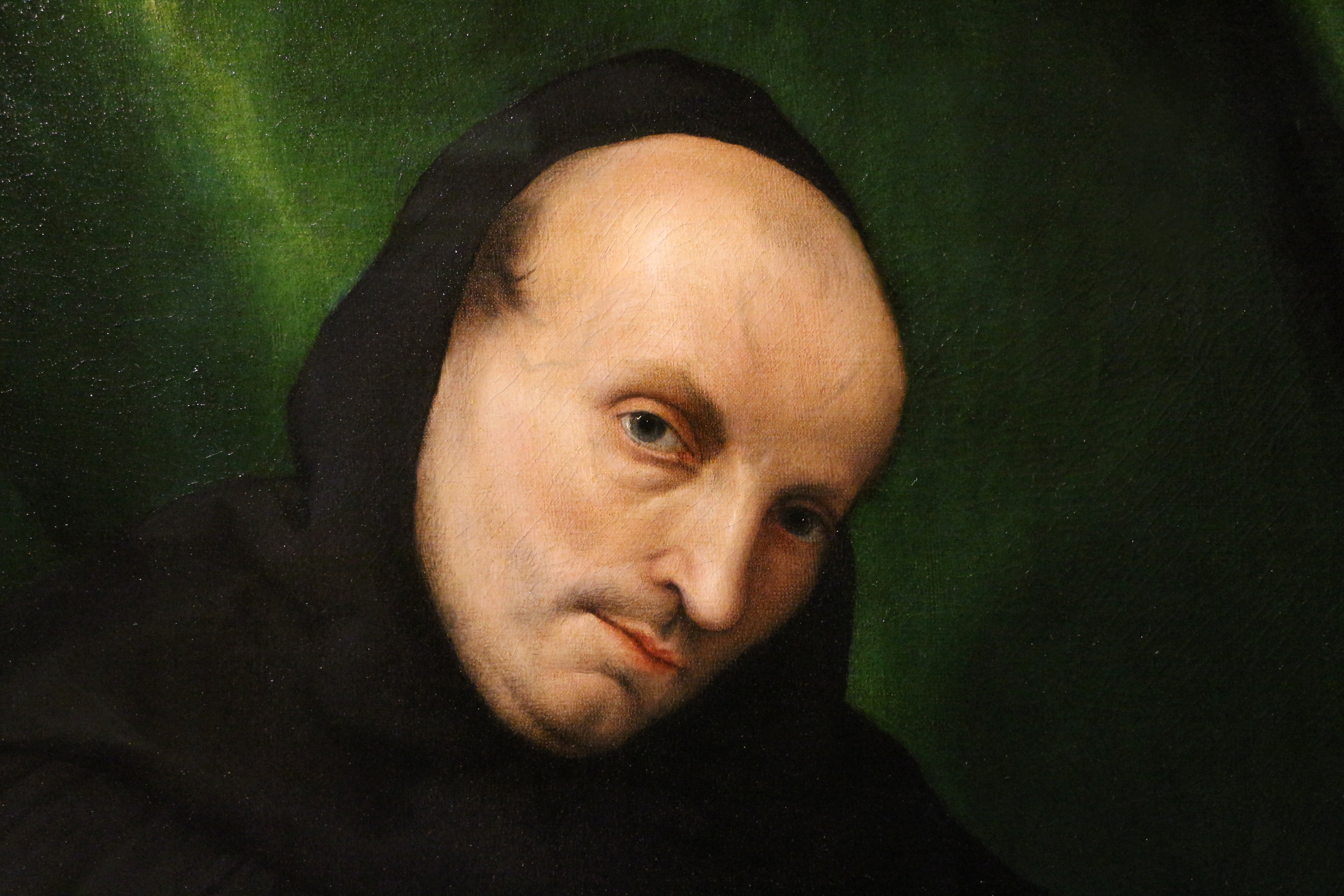
Ritratto del domenicano del convento di San Zanipolo Marcantonio Luciani,Musei Civici, Treviso

Il dipinto è conservato nel museo di Spalato  dei frati francescani di Pokuìjud.

## Descrizione e stile
Il ritratto, di piccole dimensioni, presenta il presule in preghiera, con il libro delle orazioni aperto dove è appoggiato un rosario, con le mani giunte e un crocifisso tra le braccia. Il personaggio è illuminato dalla luce che entra da una finestra a forma di croce. Il volto dall'espressione severa, pare perdersi in profonda riflessione e meditazione sulla crocifissione di Cristo, proponendo la medesima meditazione ripresa nell'immagine di san Girolamo che trattiene il crocifisso contemplandolo, nel dipinto conservato a Boston nel Museum of Fine Arts